# 加班
超時工作（英語：Overtime），俗稱加班，泛指超過「正常工作時間」以外的延長工作時數的行為。
所謂「正常工作時間」，可以間根據以下4種方式來決定：
1. 依照健康考慮或合理性。
2. 依照所屬行業的約定俗成。
3. 通過法例的規範。
4. 通過雇主和雇員之間的協定。

大多數國家都有加班勞動法，旨在勸阻或防止雇主強迫其僱員工作時間過長（例如1920年代紡織廠的情況）。 這些法律可能會考慮人道主義問題以外的其他考慮因素，例如保護工人的健康，以便他們可以繼續生產，或提高經濟中的整體就業水平。 規範加班的一種常見方法是要求雇主以更高的小時費率向工人支付加班費。 公司可能會選擇向工人支付更高的加班費，即使法律不一定要這樣做，特別是如果他們認為他們面臨著向後彎曲的勞動力供應曲線。
加班費率可能導致工人的工作時間比按固定小時工資率工作的時間更長。 加班法、對加班的態度和工作時間在不同國家和不同部門之間差異很大。

## 休假代替
代替休假 (TOIL)、補償時間或補償時間是一種工作日程安排，允許（或要求）工人休假，而不是或除領取加班費外。工人可能會在某些約定的日子（例如公共假期）獲得加班費和同等的休息時間。
在美國，這種安排目前在公共部門是合法的，但在私營部門是不合法的。
例如，非豁免工人每週工作超過40小時時，必須獲得至少一倍半的正常小時工資。例如，一周工作48小時的工人將獲得相當於52小時工作的工資（40小時+8小時，正常小時工資的1.5倍）。有了補償時間，工人可以（或必須）放棄 12 小時的加班費，而是在未來某個日期休8小時的帶薪假。
在其他一些司法管轄區，例如加拿大，可能會要求雇主以較高的費率（例如正常費率的1.5倍）支付加班費，但也允許以正常費率要求休假代替。因此，員工可能在一周內工作 48 小時，下週工作 32 小時（假設超過 40小時是加班），並獲得相當於工作4小時（8乘以0.5）的額外報酬。
在澳大利亞，此類安排在私營和公共部門都很常見。
在某些情況下，特別是當員工由工會代表時，加班費可能高於每小時工資的1.5倍。例如，在一些工廠，如果工人被要求在周日工作，他們的工資可能是正常工資的兩倍（即“雙倍時間”）。

## 各地情況

### 中華民國（臺灣）
2011年4月一份由台灣人力銀行業者yes123求職網所公佈的網路問卷調查顯示，在受訪的2140位上班族中，有63.9%每天工作超過8小時、每天平均只睡6.2小時，同時也有近7成上班族表示加班也領不到加班費，上班族自嘆「爆肝換窮忙」。

### 香港
香港中文大學亞太研究所聯同香港中文大學社工系，在2010年11月以電話訪問1000名18歲以上全職人士，結果發現有4成受訪者表示工作時間偏長，平均每日工作10小時或以上，近1成受訪者每日工作更逾14小時。調查更建議政府及私營機構，應推廣五天工作及減少員工超時工作。
香港向來以工時長見稱：過去幾十年，香港平均工時達每周48小時，即一星期有六天工作8小時或五天工作9.6小時。在香港，工時長跟勤工被畫上等號。不少管理層至今也認為加班是升職的要素，甚至拒絕加班是懶散的表現，以致勞工的工時不斷延長。另外，在97金融風暴之後，無償加班變成了理所當然的事，同意員工加班工半（即加班費為時薪1.5倍）的老闆反過來變成稀有動物。有核數師表示，旺季時每周超時工作逾40小時，沒薪金補償。
近年香港醫護人員工時已有所減少，每星期工時大約55小時，雖然比一般文職人員略長，但相比其他勞動行業如保安人員、飲食業從業員為低。香港大型醫療機構，包括醫院管理局都有為醫護人員提供超時津貼。
香港成報網報導, 標準工時委員會顧問公司報告推算，接近73萬名僱員每周超時工作五小時，其中超過七成屬無償加班。
對於有僱主視員工超時工作是理所當然，香港政府至今2015年亦未立法確立標準工或就無償加班問題加強規管。理大社會政策研究中心主任鍾劍指，這是香港環境競爭大，以致社會風氣不健康。大家均認為超時工作是拼搏表現，大多數僱主沒提供薪金或假期補償，而在這種氣氛下，令準時下班的人感到壓力。

### 欧洲联盟
欧盟发布的指令必须由成员国纳入法律。
限制工作时间的指令 93/104/EC (1993)、2000/34/EC (2000) 合并为 2003/88/EC (2003)。 在某些情况下，雇主和雇员可以同意退出。
指令要求：
- 在17周的参考期内，最长平均工作周（包括加班时间）为48小时
- 每24小时至少连续11小时的每日休息时间
- 工作日超过6小时的休息时间
- 每周最少24小时的休息时间加上每7天期间每天11小时的休息时间
- 至少4周的带薪年假
- 夜间工作在任何24小时内平均限制为 8 小时

這些指令適用於：
- 所有活動部門，公共和私營部門
- 直到 2009 年，接受培訓的醫生每週最多工作 58 小時。從 2009 年 8 月 1 日起，他們的最長每週工作時間降至 48 小時。

豁免：
- 歐盟成員國可以豁免：管理人員或其他具有自主決策權的人；家庭工人；和主持宗教儀式的工人。這些工人的工作時間沒有測量或預先確定，或者可以由工人確定。
- 如果給予補償性休息或給予適當的保護，其他類別可以免於指令的關鍵條款。 其中包括遠離家鄉工作的員工，或者他們的活動需要長期存在或服務或生產的連續性，或者在活動高峰期工作的員工。 例子包括離岸工人、保安、記者、緊急救援人員、農業工人、導遊等。

### 日本
在日本，1947年的勞動基準法規定每天工作时间不得超过8小時，每週工作时间不得超过40小時，每周至少休息一天。 該法案要求任何加班工作至少比普通小時工資高出25%，任何在規定休息日工作的加班費至少為35%，晚上10點至凌晨 5 點之間的任何工作加班費為25%。雇主必須在員工加班之前與勞工代表簽訂加班協議，該協議必須規定員工可以工作的最大加班時間，每週不超過15小時，45小時每月和每年360小時。

## 對健康的影響
雖然超時工作帶來的健康的影響，在短期沒有明顯危害，但若長期不予理會，有可能加劇病情，影響健康和工作能力。超時工作除了本身可增加壓力以外，部分人因為長時間工作，導致食無定時，加上缺乏運動，間接容易引致各類腸胃疾病及增加罹患心血管疾病，以及情绪或精神类疾病（如抑郁症）的風險。

## 其他

### 加班透明化
- 台灣工程師陳韋銘，推動網站以公開透明的方式讓人們去填寫各行業的加班時數，以達成勞資資訊透明化的目標。[8]

## 資料來源
1. ↑  White, Alex; Combat Poverty Agency. . Dublin: Combat Poverty Agency https://www.worldcat.org/oclc/51914426. 2002. ISBN 1-871643-89-9. OCLC 51914426. 缺少或|title=为空 (帮助)
2. ↑  See 29 U.S.C. 207(o)
3. ↑  . 中廣新聞. 2011-04-30  [2011-05-04]. 原始内容存档于2012-07-13.
4. ↑  . 星島日報. 2011-03-26  [2011-05-04].[永久]
5. ↑  . 香港經濟日報. 2014-12-17  [2019-11-26]. （原始内容存档于2020-06-05）.
6. ↑  . 成报. 2015-01-24  [2015-04-17]. （原始内容存档于2015-04-17）.
7. ↑  . 星島日報. 2011-05-02  [2011-05-04]. （原始内容存档于2011-05-08）.
8. ↑  工時透明化 （页面存档备份，存于）8年級生架網 推工時透明化 | 蘋果日報